# Шаваноз
Шавано (фр. Chavanoz) — коммуна во Франции, находится в регионе Рона — Альпы. Департамент коммуны — Изер. Входит в состав кантона Пон-де-Шерюй. Округ коммуны — Вьенн.
Код INSEE коммуны — 38097. Население коммуны на 1999 год составляло 3954 человека. Населённый пункт находится на высоте от 188  до 245  метров над уровнем моря. Муниципалитет расположен на расстоянии около 410 км юго-восточнее Парижа, 26 км восточнее Лиона, 80 км северо-западнее Гренобля. Мэр коммуны — M. Roger DAVRIEUX, мандат действует на протяжении 2008—2014 гг.
Динамика населения (INSEE):